# لويس ميتشيل
لويس ميتشيل (بالإنجليزية: Lois Mitchell)‏ (و. 1939  م) هي سياسية كندية، ولدت في فانكوفر.

## مناصب
تولت منصب List of lieutenant governors of Alberta ‏.

## التعليم
تعلمت في جامعة كولومبيا البريطانية.